# Johan Röjler
Johan Röjler (Örebro, 11 november 1981) is een Zweeds langebaanschaatser.
Röjler werd wereldkampioen junioren in 2000. Tijdens het EK Allround 2006 in Hamar werd Röjler zesde wat zijn beste individuele prestatie zou blijken. Mede door Röjlers scherpe persoonlijk record op de tien kilometer van december 2005 stond hij redelijk hoog op de lijst van beste allrounders aller tijden, de Adelskalender. In november 2008 stond hij op plek 25 in deze lijst.

## Biografie
Röjler brak door tijdens het WK Junioren 1998 waar hij twaalfde werd. Het jaar daarop werd hij zesde en kwam hij op de vijf kilometer vijf seconden tekort voor het podium. In 2000 werd Röjler wereldkampioen en nam hij deel aan de senioren. Op 17 maart 2001 reed Röjler in Calgary een wereldrecord junioren 5000 meter.
Begin 2006 kreeg hij hartklachten en was het advies om rust te houden. Deze klachten kwamen door te veel trainen, maar ook als hij rustte kreeg hij pijn. Hij werd geopereerd en nam in het seizoen 2006/2007 weer deel aan wedstrijden. Zijn niveau van 2005 haalde hij echter niet.
Tijdens de ploegenachtervolging op 18 februari 2007 werd Zweden verrassend tweede achter Nederland. Hierdoor kwam Röjler voor het eerst na zijn titel bij de junioren op het podium. Anderhalf jaar later, tijdens de tweede world cup op 16 november 2008, reed hij samen met Daniel Friberg en Joel Eriksson naar het brons. Op het WK Afstanden in Vancouver werd dat zelfs zilver.
Na het olympische seizoen 2009/2010 zette hij een punt achter zijn internationale carrière. Hij bleef nog wel meedoen aan nationale kampioenschappen.

## Records

### Persoonlijke records
| Afstand      | Tijd     | Datum            | Baan           |
| ------------ | -------- | ---------------- | -------------- |
| 500 meter    | 37,05    | 7 februari 2004  | Hamar          |
| 1000 meter   | 1.10,60  | 22 maart 2009    | Calgary        |
| 1500 meter   | 1.45,85  | 4 december 2009  | Calgary        |
| 3000 meter   | 3.42,68  | 5 november 2005  | Calgary        |
| 5000 meter   | 6.18,35  | 19 november 2005 | Salt Lake City |
| 10.000 meter | 13.08,42 | 4 december 2005  | Heerenveen     |

### Wereldrecords
| Nr.  | Afstand               | Tijd    | Datum         | Baan    |
| ---- | --------------------- | ------- | ------------- | ------- |
| jr1. | 5000 meter (junioren) | 6.32,92 | 3 maart 2001  | Calgary |
| jr2. | 5000 meter (junioren) | 6.31,10 | 17 maart 2001 | Calgary |

## Resultaten
| Jaar | NK allround | EK Allround | WK Allround | WK Afstanden                          | Olympische Spelen                    | WK Junioren |
| ---- | ----------- | ----------- | ----------- | ------------------------------------- | ------------------------------------ | ----------- |
| 1998 |             |             |             |                                       |                                      | 12e         |
| 1999 |             |             |             |                                       |                                      | 6e          |
| 2000 |             | NC21        |             |                                       |                                      | Goud        |
| 2001 |             | NC23        |             | 22e 5000m                             |                                      | 4e          |
| 2002 |             | 12e         | NC22        |                                       | 38e 1500m 22e 5000m                  |             |
| 2003 |             | NC21        | 9e          | 11e 5000m                             |                                      |             |
| 2004 |             | 8e          | 10e         | 23e 1500m 13e 5000m 13e 10.000m       |                                      |             |
| 2005 |             | 9e          | NC16        | 12e 1500m 8e 5000m 16e 10.000m        |                                      |             |
| 2006 |             | 6e          |             |                                       | 33e 1500m 12e 5000m 10e 10.000m      |             |
| 2007 | Goud        | NC16        | 11e         | 11e 5000m 6e 10.000m                  |                                      |             |
| 2008 | Goud        | NC20        |             | 17e 5000m                             |                                      |             |
| 2009 | Goud        | NC14        | NC23        | 23e 1500m · 19e 5000m · achtervolging |                                      |             |
| 2010 |             | NC15        | NC16        |                                       | 28e 1500m 21e 5000m 7e achtervolging |             |
| 2013 | Brons       |             |             |                                       |                                      |             |
| 2014 | 4e          |             |             |                                       |                                      |             |
| 2017 | Brons       |             |             |                                       |                                      |             |
| 2018 | 4e          |             |             |                                       |                                      |             |
| 2019 | Goud        |             |             |                                       |                                      |             |
| 2024 | 6e          |             |             |                                       |                                      |             |

NC# = niet gekwalificeerd voor de laatste afstand 

### Medaillespiegel
| Kampioenschap | Goud | Zilver | Brons |
| ------------- | ---- | ------ | ----- |
| NK allround   | 3    | 0      | 0     |
| WK Afstanden  | 0    | 1      | 0     |
| WK Junioren   | 1    | 0      | 0     |